# Kučín (powiat Bardejów)
Kučín – wieś (obec) na Słowacji, w kraju preszowskim w powiecie Bardejów. Pierwsze wzmianki o miejscowości pochodzą z roku 1335.
Według danych z dnia 31 grudnia 2009 wieś zamieszkiwało 308 osób, w tym 154 kobiet i tyle samo mężczyzn.
W 2001 roku względem narodowości i przynależności etnicznej Słowacy stanowili całość populacji. Dominującym wyznaniem był katolicyzm, który wyznawało 96,51% populacji.